# ماهی تیرانداز (تیره)
ماهی تیرانداز (Toxotidae)، که عنوان ماهی کماندار یا اسپینر نیز شناخته می شود، یک تیره تک‌نماد (اگرچه برخی شامل یک جنس دوم هستند) از ماهیان گرمسیری سوف‌ماهی‌سانان هستند که به دلیل تکنیک شکار منحصر به فرد خود که عبارت است از "شلیک کردن" به حشرات مستقر در خشکی و دیگر طعمه های کوچک بسیار شناخته شده اند. این ماهی آب را بصورت فشرده و فواره ای با فشار از دهان تکامل یافته خود به سمت حشراتی که بالای سطح آب بر روی برگها و شاخه هستند شلیک میکرده و پس از اصابت آب به حشره و افتادن در آب طعمه این ماهی میشود. تیره ماهی تیرانداز خانواده ای کوچک متشکل از ده گونه در یک جنس به نام Toxotes است. بیشتر ماهی های تیرانداز در نهرهای آب شیرین، برکه ها و تالاب ها زندگی می کنند، اما دو یا سه گونه از آنها شوری پذیر هستند و در زیستگاه های آب لب‌شور مانند مصب ها و جنگلهای حرا زندگی می کنند. ماهی های تیرانداز را می توان از هند تا بنگلادش و سریلانکا و از طریق آسیای جنوب شرقی تا منطقه ملانزی و شمال استرالیا یافت.

## گونه ها
9 گونه معتبر وجود دارد، 8 گونه در جنس Toxotes :
- Protoxotes lorentzi Weber ، 1910
- Toxotes blythii Boulenger ، 1892
- Toxotes carpentariensis ، Castelnau، 1878
- Toxotes chatareus ( همیلتون ، 1822)
- Toxotes jaculatrix ( پالاس ، 1767)
- Toxotes kimberleyensis Allen ، 2004
- Toxotes microlepis Günther ، 1860
- Toxotes oligolepis Bleeker ، 1876
- Toxotes sundaicus Kottelat & Tan ، 2018

## همچنین ببینید
- استفاده از پرتابه توسط موجودات غیر انسانی

## مراجع
1. 1 2  Maurice Kottelat; Tan Heok Hui (2018). "Three new species of archerfishes from the freshwaters of Southeast Asia (Teleostei: Toxotidae) and notes on Henri Mouhot's fish collections". Ichthyological Exploration of Freshwaters. IEF-952: 1–19. doi:10.23788/IEF-952.
2. ↑  Arthington, A., and McKenzie, F. "Review of Impacts of Displaced/Introduced Fauna Associated with Inland Waters. بایگانی‌شده  در دسامبر ۱, ۲۰۰۸ توسط Wayback Machine" Environment Australia بایگانی‌شده  در آوریل ۲۵, ۲۰۰۹ توسط Wayback Machine Australia: State of the Environment Technical Paper Series (Inland Waters), Series 1, 1997. Accessed 2009-05-24.
3. ↑  Girard, M G; Davis, M P; Tan, H H; Wedd, D J; Chakrabarty, P; Ludt, W B; Summers, A P; Smith, W L (2022). "Phylogenetics of archerfishes (Toxotidae) and evolution of the toxotid shooting apparatus". Integrative Organismal Biology. 4 (1): obac013. doi:10.1093/iob/obac013. PMC 9259087. PMID 35814192.

## لینک های خارجی
- تیراندازی کماندار از حشرات مختلف
- کماندار در حال گرفتن طعمه
- راهنمای حراهای سنگاپور: کماندار
- اطلاعات و عکس ها در Archerfish
- آرچرفیش می تواند تیرهای مرگبار خود را بر اساس اندازه طعمه تنظیم کند - LiveScience.com